# Rockbeare
Rockbeare – wieś i civil parish w Anglii, w Devon, w dystrykcie East Devon. W 2011 civil parish liczyła 914 mieszkańców. Rockbeare jest wspomniana w Domesday Book (1086) jako Rochebere/Rocebera/Rochebera.